# Кузишин Іван Іванович
Іван Іванович Кузишин (нар. 17 лютого 1962, смт Гримайлів, Україна) — український майстер художньої вишивки, майстер сучасного декоративно-прикладного мистецтва (народний майстер, 2003), заслужений майстер народної творчості України (2015).

## Життєпис
Іван Кузишин народився 17 лютого 1962 року у смт Гримайлові, нині Гримайлівської громади Чортківського району Тернопільської области України.
Закінчив Хмельницький технологічний інститут побутового обслуговування (1984), Національну академію керівних кадрів культури і мистецтв (2012). Працював лаборантом, старшим лаборантом катедри хімії Тернопільської філії Львівського політехнічного інституту (1983—1989); інженером, старшим інженером катедри загальнотехнічних дисциплін Тернопільського педагогічного інституту (1989—1991); начальником зовнішньо-економічного відділу обласного об'єднання ветеранів Афґаністану «Інтерконтинґент» (1991—1996); в Державному архіві Тернопільської области; управлінні культури Тернопільської ОДА (1996—2002), від 2002 — провідним методистом з образотворчого та декоративно-прикладного мистецтва Тернопільського обласного методичного центру народної творчості.

## Творчість
Підготував 9 каталогів і 7 творчих довідників про майстрів образотворчого та декоративного мистецтва, провів понад 80 виставок у містах Київ, Тернопіль, Тернопільській області. 
Автор книги «Великодня писанка» (2009) та публікацій у ЗМІ.